# ماني الحرفاني
ماني الحرفاني (بالإنجليزية: Handy Manny)‏ هو برنامج رسوم متحركة تلفزيوني للأطفال من ديزني والذي عرض لأول في 16 سبتمبر 2006، كان البرنامج في الأصل جزءا من فقرة ديزني بلاي هاوس اليومية المخصصة لمرحلة ما قبل المدرسة. في 14 فبراير2011، تم نقله إلى فقرة ديزني جونيور، التي أخذت مكان بلاي هاوس.

## ملخص
ماني هو مصلح مع أصدقائه الأدوات السبعة يساعدون الناس بواسطة إصلاحهم وتجديدهم لأي شيء.

## الشخصيات

### الشخصيات البشرية الرئيسية
- ماني الحرفاني
- أستاذ لمعي
- جليلة

### الأدوات
- صدئ
- ضغطة
- لفاف
- شدة
- متربة
- طبطب
- فيليب
- كشاف

## روابط خارجية
- ماني الحرفاني على موقع IMDb (الإنجليزية)
- ماني الحرفاني على موقع ميتاكريتيك (الإنجليزية)
- ماني الحرفاني على موقع كينوبويسك (الروسية)
- ماني الحرفاني على موقع ألو سيني (الفرنسية)
- ماني الحرفاني على موقع قاعدة بيانات الفيلم (الإنجليزية)